# Henri Beauclair
Pour les articles homonymes, voir Beauclair (homonymie).
Ne doit pas être confondu avec Henri Beauclair (architecte).
Henri Eugène Amédée Beauclair, né le 21 décembre 1860 à Lisieux et mort le 11 mai 1919 à Paris, est un poète, romancier et journaliste français. Il cosigne certains ouvrages avec le romancier Gabriel Vicaire sous le pseudonyme collectif de Adoré Floupette.

## Biographie
Rédacteur en chef du quotidien Le Petit Journal de 1906 à 1914. Collaborateur de nombreux journaux et revues : Lutèce, Le Chat noir, Le Procope, journal parlé (1893-1898), Le Sagittaire, revue mensuelle d'art et de littérature (1900-1901).
Un goût prononcé et un talent certain pour le pastiche et la satire (Les Horizontales, Une heure chez M. Barrès par un faux Renan) caractérisent bien ce jeune provincial émigré dans la capitale et qui s'affirma ensuite brillant journaliste. Il fut le collaborateur de Gabriel Vicaire (1848-1900) avec lequel il écrivit les fameuses Déliquescences d'Adoré Floupette (1885), parodie de la poésie décadente qui déclencha quelques mois durant dans le monde littéraire parisien une violente polémique. On se souvient encore de ces vers :
Les Tænias,
Que tu nias,
Traîtreusement s'en sont allés.
Et encore : 
Toutes les femmes sont saintes !
Oh ! les rendre enceintes !

## Œuvres

### Poésie
- L'Éternelle chanson, triolets (1884)
- Les Déliquescences d'Adoré Floupette (1885)
- Les Horizontales (1885)
- Pentecôte (1886)

### Romans et essais
- Le Pantalon de Madame Desnou (1886)
- Ohé ! l'Artiste (1887)
- La Ferme à Goron (1888)
- Une heure chez M. Barrès par un faux Renan (1890)
- Tapis vert (1897)